# Cartucho: Relatos de la lucha en el Norte de México
Escrito por Nellie Campobello, Cartucho (1931) es un texto literario compuesto por viñetas que proporcionan un vívido retrato de los héroes y villanos, y de la experiencia personal, de la Revolución mexicana. Está narrado en primera persona desde la perspectiva de una niña. Mientras que consiste en varias historias contadas en mayor parte por la niña, su madre también contribuye a unos cuentos, y hay otros dictados a la narradora por otra gente. La autora veía estas historias como su testimonio sobre la Revolución mexicana.

## La autora
Nellie Campobello nació en Villa Ocampo, un pueblo en el estado norteño de Durango.  Históricamente, se indica que su nacimiento ocurrió en 1900, pero Campobello sostuvo que nació nueve años después, en 1909.  Su infancia y adolescencia en el Norte y sus experiencias durante la Revolución Mexicana formaron el fondo de sus varios obras literarias, incluyendo Cartucho.  
En 1923, después de la muerte de su madre, Campobello y unos de sus hermanos se mudaron a la Ciudad de México.  Allá, Nellie y su hermana Gloria estudiaron coreografía y ballet.  Las dos fueron exitosas, y en 1937 Nellie fue nombrada la directora de la Escuela Nacional de Danza.
Por muchos años, Campobello fue más conocida como bailarina, no tanto como autora. Antes de publicar su primer libro en 1929, escribió varias columnas periódicas.

## Publicación
En 1931, fue publicada la primera edición de Cartucho y en gran parte fue pasada por alto. En 1940, se publicó la segunda edición de la novela - Cartucho: Relatos de la lucha en el norte de México, - y en 1960, la tercera. Para la segunda edición Campobello expandió extensamente el texto. Al final tuvo 56 estampas en vez de las 33 de la primera. Para esta edición, Campobello hizo varias investigaciones sobre la revolución, y también entrevistó a unos villistas.  De estas investigaciones, Campobello sacó diferentes cuentos y perspectivas que añadió a la segunda edición de Cartucho. La ediciones subsiguientes tuvieron más éxito que la primera, especialmente después de la muerte de Campobello en 1986.  Una edición traducida al inglés, y también incluyendo Las manos de mamá fue publicada en 1988.

## Resumen
Cartucho está compuesto por 56 estampas cortas, que siguen un orden temático, no uno cronológico.  La narradora no se enfoca en los detalles de la política, ni provee información detallada sobre las batallas. Cartucho se basa en las memorias de Campobello, narradas desde la perspectiva de una niña.  La voz infantil de la narradora joven resalta en todos los cuentos, aun cuando se trata de la violencia, que es un tema central en el libro.  Campobello escribió este texto para “vengar una injuria” porque sentía que otras publicaciones tergiversaron los revolucionarios así como Pancho Villa. Las historias tienen lugar en un escenario local, específicamente la ciudad de Parral en Chihuahua.  Cartucho se divide en tres partes - “Hombres del Norte,” “Fusilados,” y “En el fuego.”
Hombres del Norte
Esta sección describe diferentes revolucionarios. Esta sección presenta al lector las personas que en realidad eran los "Hombres del Norte". En el prólogo de la segunda edición, Jorge Aguilar Mora refiere a la primera frase del primer relato - "Cartucho no dijo su nombre" - y anota que "era un fogonazo de origen desconocido, y de fin desconocido." 
Fusilados
A través de los fusilamientos, Campobello avanza el tema de la muerte, narrando los últimos momentos de vida de varios revolucionarios. "Los hombres de Urbina" y "Las tarjetas de Martín López" ofrecen ejemplos que ilustran los últimos momentos antes de una muerte segura. En el prólogo, Aguilar Mora comenta que la narración ofrece una perspectiva “dolorosamente lúcida” porque los niños son testigos de la muerte común, sin obstáculos políticos ni morales. Hay varias situaciones en que la niña se encuentra con la muerte, y la ve como algo ordinario.
En el fuego
El asesinato de Villa se ubica en esta sección ("El cigarro de Samuel"). Además, en la última estampa de la novela ("Ismael Máynez y Martín López"), Campobello narra una batalla en que los villistas salen exitosos contra los carrancistas. La autora termina Cartucho con una historia que se enorgullece de la cultura del Norte, sugiriendo que la violencia cometida por Villa y los villistas era necesaria.

## Temas
Hay varios temas que impregnan todo el texto:
- Amor
- Admiración
- Identidad
- Odio
- Traición
- Mujeres
- Grupos marginalizados
- Humor/dolor/fascinación con la muerte

Hay una fijación con la muerte dentro de los cuentos de Cartucho. Campobello describe con una particular familiaridad las escenas de violencia y sangre. Es un tema tan omnipresente durante la revolución que se la parece normal. Por eso, la muerte no siempre se presenta como un tema repugnante, sino a veces mano en mano con el humor.

## Recepción
En un mundo de autores masculinos, Campobello era la voz femenina más influyente que escribió sobre la Revolución Mexicana. Margo Glantz, quien escribió sobre la vigencia de Campobello, discutió la inundación de novelas revolucionarias con “dos categorías definitivas y tajantes de género, la de los hombres viriles y las de las mujeres cuya actividad sustantiva sería simplemente la de servidoras sexuales y domésticas.” Elogia los textos de Campobello por sobresaltar estas estereotipos.
Al inicio, Cartucho no recibió tan buena acogida como otras novelas revolucionarias, en parte porque Campobello era mujer.  Unos sostienen que, aún al final de su vida, Campobello no recibió suficiente reconocimiento por su trabajo literario; pasó sus últimos años en aislamiento relativo.     En los años después de la muerte de su autora en 1986, Cartucho empezó a recibir más atención como obra revolucionaria, y ahora se considera uno de los textos más destacados de la Revolución Mexicana.